# Pokolenie Kolumbów

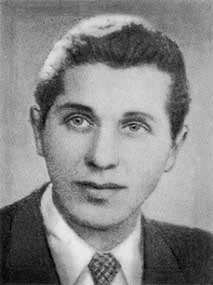
Tadeusz Gajcy, przedstawiciel pokolenia Kolumbów

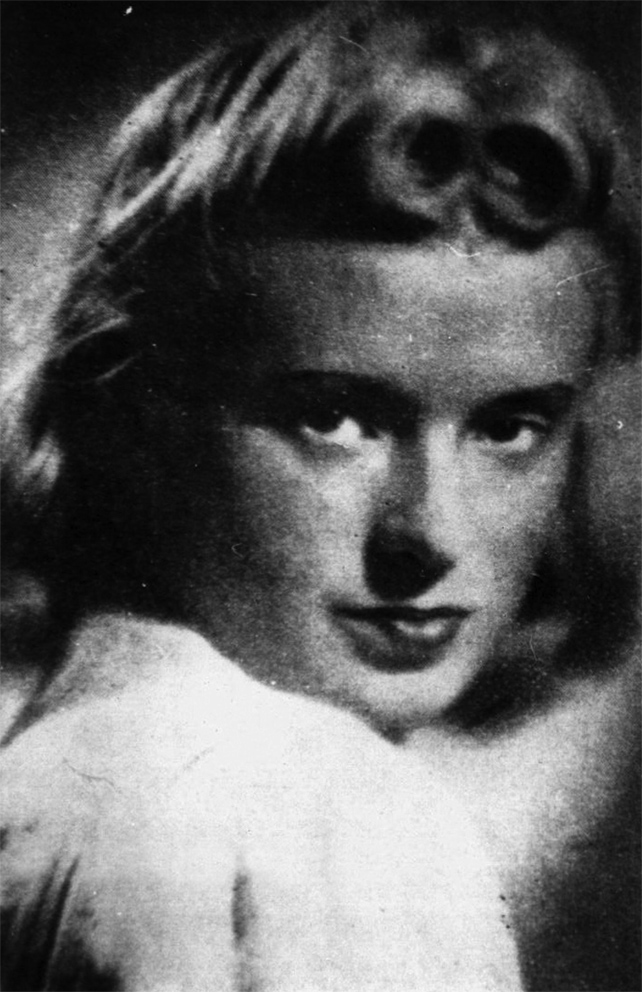
Grażyna Chrostowska, przedstawicielka pokolenia Kolumbów

Pokolenie Kolumbów (również „pokolenie 1920”) – pokolenie literackie obejmujące pisarzy polskich urodzonych około roku 1920, dla których okres wchodzenia w dorosłość przypadł na lata II wojny światowej. To właśnie wojna była przeżyciem, które ukształtowało ich twórczość w największym stopniu.
Do pokolenia zalicza się następujące osoby:
- Wacław Bojarski (ur. 1921),
- Józef Szczepański (ur. 1922),
- Gustaw Herling-Grudziński (ur. 1919),
- Anna Kamieńska (ur. 1920),
- Lech Bądkowski (ur. 1920),
- Krzysztof Kamil Baczyński (ur. 1921),
- Zdzisław Stroiński (ur. 1921),
- Roman Bratny (ur. 1921),
- Witold Zalewski (ur. 1921),
- Tadeusz Różewicz (ur. 1921),
- Tadeusz Borowski (ur. 1922),
- Tadeusz Gajcy (ur. 1922),
- Andrzej Trzebiński (ur. 1922),
- Bohdan Czeszko (ur. 1923),
- Józef Hen (ur. 1923).
- Grażyna Chrostowska (ur. 1921)

Prawie wszyscy przystępowali do matury w 1939 roku. Ze względu na różne losy i wynikające stąd doświadczenia pokolenie to dzieli się na dwie grupy.
Pierwsza grupa to pisarze, którzy brali aktywny udział w warszawskiej konspiracji i debiutowali w czasie wojny w wydawnictwach podziemnych. Czerpali z poetyki dwudziestolecia międzywojennego, a w zakresie eseistyki wzorowali się na pokoleniu 1910. Wypracowana własna estetyka oraz poruszane problemy nie były kontynuowane w literaturze polskiej po 1945 roku. Żaden pisarz z tej grupy nie przeżył wojny (Baczyński, Stroiński, Gajcy i Trzebiński).
Grupa druga to pisarze, którzy zadebiutowali tuż po wojnie, a ich twórczość nie miała łączności z okresem dwudziestolecia międzywojennego. Zwani byli powszechnie „ocalałymi”. Ich wspólnym przeżyciem pokoleniowym była walka zbrojna z okupantem niemieckim, konspiracja, partyzantka i powstanie warszawskie. Bezpośrednio po przeżyciach obozowych lub po wyjściu z partyzantki koncentrowali się na twórczości literackiej – przeżycia wojenne zastąpiły im edukację w tym zakresie. Podczas wojny panowało wśród nich powszechne poczucie wspólnoty pokoleniowej, jednak zaraz po wojnie to poczucie (ze względów politycznych) zostało zerwane i każdy z pisarzy w konsekwencji zadebiutował osobno. Głównym punktem odniesienia w powstałej literaturze było poczucie „zarażenia śmiercią” oraz to, że nastąpił koniec wszelkich wartości; II wojna światowa odcisnęła swoje piętno na całej ich twórczości.
Nazwa pokolenia pochodzi od tytułu powieści Romana Bratnego Kolumbowie. Rocznik 20.